# Január 19.
Január 19. az év 19. napja a Gergely-naptár szerint. Az évből még 346 (szökőévekben 347) nap van hátra.
Az ortodox vízkereszt ünnepe.
Névnapok: Márió, Sára + Absa, Gajána, Gréta, Gréte, Kanut, Kenéz, Kéra, Margit, Margita, Margitta, Margó, Máriusz, Márta, Sári, Sarolta, Sáron, Senon, Szelli, Szulikó, Szulita, Szultána, Vázsony, Veron, Verona, Veronika,

## Események

### Politikai események
- 379 – Nagy Theodosius római császár megkoronázása.
- 1479 – II. János aragón és navarrai király halála után országaiban trónra lépnek a gyermekei: Navarrában lánya, I. Eleonóra, Aragóniában pedig fia, II. (Katolikus) Ferdinánd
- 1919
  - Károlyi Mihály az első Magyar Köztársaság (nem ideiglenes) elnöke.
  - A vendvidéki vezetők Belatincon döntenek az Magyarországtól való elszakadásról (Szlovenszka krajina).
- 1987 – Szergej Szokolov szovjet honvédelmi miniszter kijelenti, hogy a Szovjetunió kész kizárólag hagyományos fegyverzetre támaszkodva átszervezni hadseregét, ha a többi atomhatalom is ezt teszi.[forrás?]
- 2008 – Irakban, az ország északnyugati részén – az egyik legnagyobb síita vallási ünnepségről (asúra) hazatartó zarándokok közül – heten veszítik életüket egy rakétatámadás során.

### Tudományos és gazdasági események
- 1891 – A győri telefontársaság 72 előfizetővel megkezdi működését.
- 2006 – Elindul az amerikai New Horizons, az első űrszonda, amelynek feladata a Pluto és a Kuiper-objektumok vizsgálata.
- 2008 – A budapesti Liszt Ferenc Nemzetközi Repülőtéren először száll le egy AN-225-ös, a világ legnagyobb repülőgépe.

### Sportesemények
- 1901 – Az István főherceg Szálló különtermében megalakul a Magyar Labdarúgó-szövetség (MLSZ).
- 1958 – Formula–1-es argentin nagydíj, Buenos Aires - Győztes: Stirling Moss (Cooper Climax)

### Egyéb események
- 2006 – A szlovák légierő AN-24 típusú repülőgépe – koszovói békemisszióból hazatérő katonákkal – becsapódott a Borsó-hegy gerincébe, Hejce község külterületén pilótahiba miatt.
- 2017 – Brazíliában megölték Loalwa Braz énekesnőt, a Lambada előadóját.

## Születések
- 399 – Szent Pulcheria bizánci császárnő († 453)
- 1736 – James Watt skót mérnök, († 1819)
- 1747 – Johann Elert Bode német csillagász († 1826)
- 1807 – Robert E. Lee amerikai tábornok, († 1870)
- 1809 – Edgar Allan Poe amerikai költő, novellista, újságíró († 1849)
- 1813 – Sir Henry Bessemer angol mérnök, feltaláló († 1898)
- 1833 – Alfred Clebsch német matematikus († 1872)
- 1839 – Paul Cezanne francia festőművész († 1906)
- 1887 – Bokor Elemér magyar zoológus († 1928)
- 1902 – Kovács Károly magyar színművész, érdemes művész († 1990)
- 1903 – Nyíregyházi Ervin magyar születésű amerikai zongoraművész, csodagyerek († 1987)
- 1909 – Hans Hotter német operaénekes, († 2003)
- 1914 – Bob Gerard brit autóversenyző († 1990)
- 1917 – Lantos Olivér magyar táncdal- és sanzonénekes († 1981)
- 1917 – Maros Rudolf magyar zeneszerző († 1982)
- 1919 – Ujvári László kereskedő, műszaki tisztviselő, 1956-os forradalmár († 1996)
- 1921 – Mészöly Miklós Kossuth-díjas magyar író, († 2001)
- 1923 – Fülöp György magyar karikaturista, újságíró, író
- 1924 – Cseresnyés Rózsa magyar színésznő († 1980)
- 1929 – Red Amick amerikai autóversenyző († 1995)
- 1930 – Tippi Hedren amerikai színésznő
- 1931 – Schubert Éva Kossuth-díjas magyar színésznő, érdemes művész († 2017)
- 1932 – Richard Lester amerikai filmrendező, filmproducer, forgatókönyvíró, színész és filmzeneszerző
- 1936 – Neubrandt Ferenc magyarországi német nemzetiségű egyházzenész, karnagy
- 1938 – Balogh Elemér magyar író, újságíró, dramaturg
- 1943 – Janis Joplin amerikai blues-énekesnő († 1970)
- 1946 – Dolly Parton Grammy-díjas amerikai country-énekesnő
- 1949 – Balázs Piri Zoltán magyar színész
- 1954 – Katey Sagal amerikai színésznő, énekes-dalszerző
- 1955 – Sir Simon Rattle angol karmester,
- 1969 – Predrag Mijatović montenegrói labdarúgó
- 1972 – Drea de Matteo amerikai színésznő
- 1976 – Tarso Marques brazil autóversenyző
- 1980 – Jenson Button brit világbajnok autóversenyző,
- 1980 – Reisz Gábor magyar filmrendező, forgatókönyvíró, dalszerző
- 1984 – Karun Chandhok indiai autóversenyző
- 1984 – Rebecsák Szilárd magyar labdarúgó
- 1985 – Alper Uçar török műkorcsolyázó
- 1988 – Kis Gergő magyar úszó
- 1988 – Alekszej Vorobjov orosz énekes, színész
- 1990 – Kleiber Dávid magyar labdarúgó
- 1991 – Pájer Alma Virág magyar színésznő, bábművész
- 1992 – Mac Miller amerika rapper († 2018)

## Halálozások
- 1156 – Szent Henrik püspök, Finnország védőszentje. (*1000körül)
- 1479 – II. János aragón és navarrai király (*1398)
- 1577 – Forgách Ferenc humanista magyar főpap (* 1530 körül)
- 1652 – Vilém Slavata gróf, cseh államférfi, történész (* 1572)
- 1878 – Szigligeti Ede magyar drámaíró, műfordító (* 1814)
- 1878 – Henri Victor Regnault francia fizikus és kémikus, az MTA kültagja (* 1810)
- 1919 – Wagner Sándor magyar festőművész (* 1838)
- 1927 – Sarolta mexikói császárné, (* 1840)
- 1930 – Frank Plumpton Ramsey brit matematikus (* 1903)
- 1936 – Borsos István József rajztanár, festő- és szobrászművész (* 1904)
- 1943 – Csukás Kálmán magyar vezérkari alezredes, (* 1901)
- 1965 – Arnold Luhaäär észt súlyemelő (* 1905)
- 1969 – Jan Palach cseh egyetemista, aki 1969. január 16-án – tiltakozásul a Varsói Szerződés megszálló csapatainak bevonulása, a prágai tavasz eltiprása ellen – felgyújtotta magát a prágai Vencel téren. (* 1948)
- 1981 – Francesca Woodman amerikai fotóművész (* 1958)
- 1984 – Wolfgang Staudte német filmrendező (* 1906)
- 1997 – Bertha Bulcsu magyar író, költő (* 1935)
- 1998 – Carl Perkins amerikai zenész, a rockabilly úttörője (* 1932)
- 2000 – Hedy Lamarr osztrák születésű amerikai színésznő, feltaláló. (* 1914)
- 2005 – Kulcsár Anita magyar válogatott kézilabdajátékos (* 1976)
- 2006 – Agárdy Gábor Jászai- és Kossuth-díjas színművész, a nemzet színésze (* 1922)
- 2008 – Trevor Taylor zenész, énekes a Bad Boys Blue egykori tagja (* 1958)
- 2014 – Balázs-Piri Balázs magyar karikaturista, grafikus (* 1937)
- 2015 – Kötő József erdélyi dramaturg, színháztörténész, politikus (* 1939)
- 2016 – Ettore Scola olasz filmrendező és forgatókönyvíró (* 1931)
- 2017 – Miguel Ferrer, amerikai színész (* 1955)
- 2023 – Mécs Imre magyar villamosmérnök, politikus, szabadságharcos (* 1933)

## Ünnepek, emléknapok, világnapok
- USA: Lee tábornok emléknap az USA több (déli) államában
- Magyarország: A magyarországi németek elhurcolásának emléknapja (2012. decembere óta)
- Szent Henrik püspök emléknapja a római katolikus egyházban